# Stelmagonum
Stelmagonum es un género de plantas fanerógamas de la familia Apocynaceae. Contiene dos especies. Es originaria de América del Sur y América Central.

## Descripción
Son enredaderas sufrútices, glabras o hirsutas, con indumento mixto de tricomas glandulares  rígidos. Las láminas foliares son ovadas, basalmente cordadas, el ápice acuminado, adaxialmente glabras o hirsutas, con indumento mixto de tricomas glandulares rígidos. Las inflorescencias son extra-axilares, simples.

## Taxonomía
El género fue descrito por Henri Ernest Baillon y publicado en Histoire des Plantes 10: 287. 1852.

## Especies
- Stelmagonum hahnianum Baill.
- Stelmagonum holtonii Vail